# Терекла (Мелеузівський район)
Терекла́ (рос. Терекла, башк. Тирәкле) — присілок у складі Мелеузівського району Башкортостану, Росія. Входить до складу Зірганської сільської ради.
Населення — 67 осіб (2010; 89 в 2002).
Національний склад:
- росіяни — 80%